# Ciclisme als Jocs Olímpics d'estiu de 2016
Als Jocs Olímpics d'Estiu de 2016, realitzats a la ciutat de Rio de Janeiro, Brasil), es disputaren divuit proves de ciclisme, quatre en ciclisme en ruta (dues en categoria masculina i dues en categoria femenina); deu en ciclisme en pista (cinc en categoria masculina i cinc més en categoria femenina); dues en ciclisme de muntanya i dues més en BMX (una per cada categoria respectivament).
Les proves es realitzaran entre els dies 6 i 16 d'agost en cinc seus deferents: al Velòdrom Olímpic de Rio les proves de ciclisme en pista; al Centre Olímpic de BMX les proves de BMX; al Centre de ciclisme de muntanya les proves de ciclisme de muntanya; la prova de ciclisme en ruta començarà i finalitzarà al Fort de Copacabana; i finalment la contrarellotge es desenvoluparà a la zona del Pontal.

## Calendari
| S | Sèries preliminars | ¼ | Quarts de final | ½ | Semifinals | F | Final |

| Competició ↓/Data →          | Ds 6 | Dg 7 | Dm 10 | Dm 17 | Dj 18 | Dv 19 | Dv 19 | Ds 20 | Dg 21 |
| ---------------------------- | ---- | ---- | ----- | ----- | ----- | ----- | ----- | ----- | ----- |
| BMX                          |      |      |       |       |       |       |       |       |       |
| BMX masculí                  |      |      |       | S     | ¼     | ½     | F     |       |       |
| BMX femení                   |      |      |       |       | S     | ½     | F     |       |       |
| Ciclisme sur ruta            |      |      |       |       |       |       |       |       |       |
| Ruta masculí                 | F    |      |       |       |       |       |       |       |       |
| Contrarellotge masculí       |      |      | F     |       |       |       |       |       |       |
| Ruta femení                  |      | F    |       |       |       |       |       |       |       |
| Contrarellotge femení        |      |      | F     |       |       |       |       |       |       |
| Ciclisme de muntanya         |      |      |       |       |       |       |       |       |       |
| Ciclisme de muntanya masculí |      |      |       |       |       |       |       |       | F     |
| Ciclisme de muntanya femení  |      |      |       |       |       |       |       | F     |       |

| Keirin masculí                  |   |   |   |   |   |   |   |   |   |    |    |    |    |    |    | S  | ½  | F  |   |   |
| Velocitat individual masculina  |   |   |   | S | S | S | ¼ | ½ | ½ | F  | F  | F  |    |    |    |    |    |    |   |   |
| Velcocitat per equips masculina | S | ½ | F |   |   |   |   |   |   |    |    |    |    |    |    |    |    |    |   |   |
| Persecució per equips masculina | S | S | S | ½ | ½ | F |   |   |   |    |    |    |    |    |    |    |    |    |   |   |
| Òmnium masculí                  |   |   |   |   |   |   |   |   |   | SC | PI | EL | TT | TL | CP |    |    |    |   |   |
| Keirin femení                   |   |   |   |   |   |   | S | ½ | F |    |    |    |    |    |    |    |    |    |   |   |
| Velocitat individual femenina   |   |   |   |   |   |   |   |   |   | S  | S  | S  | S  | S  | S  | ¼  | ½  | F  | F | F |
| Velocitat per equips femenina   |   |   |   | S | ½ | F |   |   |   |    |    |    |    |    |    |    |    |    |   |   |
| Persecució per equips femenina  | S | S | S |   |   |   | ½ | F | F |    |    |    |    |    |    |    |    |    |   |   |
| Òmnium femení                   |   |   |   |   |   |   |   |   |   |    |    |    | SC | PI | EL | TT | TL | CP |   |   |

## Resum de medalles

### Ciclisme en ruta

#### Categoria masculina
| Prova                  | Or                      | Plata                | Bronze             |
| Prova en ruta detalls  | Greg Van Avermaet (BEL) | Jakob Fuglsang (DEN) | Rafał Majka (POL)  |
| Contrarellotge detalls | Fabian Cancellara (SUI) | Tom Dumoulin (NED)   | Chris Froome (GBR) |

#### Categoria femenina
| Prova                  | Or                         | Plata                   | Bronze                     |
| Prova en ruta detalls  | Anna van der Breggen (NED) | Emma Johansson (SWE)    | Elisa Longo Borghini (ITA) |
| Contrarellotge detalls | Kristin Armstrong (USA)    | Olga Zabelínskaia (RUS) | Anna van der Breggen (NED) |

### Ciclisme en pista

#### Categoria masculina
| Prova                         | Or                                                                  | Plata                                                                                          | Bronze |
| Velocitat individual detalls  | Jason Kenny (GBR)                                                   | Callum Skinner (GBR)                                                                           | Denís Dmítriev (RUS)                                                                                               |
| Velocitat per equips detalls  | Regne UnitPhilip Hindes · Jason Kenny · Callum Skinner              | Nova ZelandaEddie Dawkins · Ethan Mitchell · Sam Webster                                       | FrançaGrégory Baugé · Michaël D'Almeida · François Pervis                                                          |
| Persecució per equips detalls | Regne Unit Ed Clancy · Steven Burke · Owain Doull · Bradley Wiggins | Austràlia Alex Edmondson · Jack Bobridge · Michael Hepburn · Sam Welsford · Callum Scotson (Q) | Dinamarca Lasse Norman Hansen · Niklas Larsen · Frederik Madsen · Casper von Folsach · Rasmus Christian Quaade (Q) |
| Keirin detalls                | Jason Kenny (GBR)                                                   | Matthijs Buchli (NED)                                                                          | Azizulhasni Awang (MAS)                                                                                            |
| Òmnium detalls                | Elia Viviani (ITA)                                                  | Mark Cavendish (GBR)                                                                           | Lasse Norman Hansen (DEN)                                                                                          |

#### Categoria femenina
| Prova                         | Or                                                                       | Plata                                                                     | Bronze                                                                                        |
| Velocitat individual detalls  | Kristina Vogel (GER)                                                     | Becky James (GBR)                                                         | Katy Marchant (GBR)                                                                           |
| Velocitat per equips detalls  | R.P. de la XinaGong Jinjie · Zhong Tianshi                               | RússiaDària Xmeliova · Anastassia Vóinova                                 | AlemanyaMiriam Welte · Kristina Vogel                                                         |
| Persecució per equips detalls | Regne UnitKatie Archibald · Laura Trott · Elinor Barker · Joanna Rowsell | Estats UnitsSarah Hammer · Kelly Catlin · Chloe Dygert · Jennifer Valente | CanadàAllison Beveridge · Jasmin Glaesser · Kirsti Lay · Georgia Simmerling · Laura Brown (Q) |
| Keirin detalls                | Elis Ligtlee (NED)                                                       | Becky James (GBR)                                                         | Anna Meares (AUS)                                                                             |
| Òmnium detalls                | Laura Trott (GBR)                                                        | Sarah Hammer (USA)                                                        | Jolien D'Hoore (BEL)                                                                          |

### Ciclisme de muntanya
| Prova         | Or                   | Plata                   | Bronze                  |
| Homes detalls | Nino Schurter (SUI)  | Jaroslav Kulhavý (CZE)  | Carlos Coloma (ESP)     |
| Dones detalls | Jenny Rissveds (SWE) | Maja Włoszczowska (POL) | Catharine Pendrel (CAN) |

### BMX
| Prova         | Or                  | Plata                  | Bronze                  |
| Homes detalls | Connor Fields (USA) | Jelle van Gorkom (NED) | Carlos Ramírez (COL)    |
| Dones detalls | Mariana Pajón (COL) | Alise Post (USA)       | Stefany Hernández (VEN) |

## Medaller
| Posició | País            | Or | Plata | Bronze | Total |
| 1       | Regne Unit      | 6  | 4     | 2      | 12    |
| 2       | Països Baixos   | 2  | 3     | 1      | 6     |
| 3       | Estats Units    | 2  | 3     | 0      | 5     |
| 4       | Suïssa          | 2  | 0     | 0      | 2     |
| 5       | Suècia          | 1  | 1     | 0      | 2     |
| 6       | Bèlgica         | 1  | 0     | 1      | 2     |
| 6       | Colòmbia        | 1  | 0     | 1      | 2     |
| 6       | Alemanya        | 1  | 0     | 1      | 2     |
| 6       | Itàlia          | 1  | 0     | 1      | 2     |
| 10      | R.P. de la Xina | 1  | 0     | 0      | 1     |
| 11      | Rússia          | 0  | 2     | 1      | 3     |
| 12      | Dinamarca       | 0  | 1     | 2      | 3     |
| 13      | Austràlia       | 0  | 1     | 1      | 2     |
| 13      | Polònia         | 0  | 1     | 1      | 2     |
| 15      | Txèquia         | 0  | 1     | 0      | 1     |
| 15      | Nova Zelanda    | 0  | 1     | 0      | 1     |
| 17      | Canadà          | 0  | 0     | 2      | 2     |
| 18      | França          | 0  | 0     | 1      | 1     |
| 18      | Malàisia        | 0  | 0     | 1      | 1     |
| 18      | Espanya         | 0  | 0     | 1      | 1     |
| 18      | Veneçuela       | 0  | 0     | 1      | 1     |
| Total   | Total           | 18 | 18    | 18     | 54    |